# Boris Abramovich Berezovsky
Boris Abramovich Berezovsky, em russo Бори́с Абра́мович Березо́вский, (Moscou, 23 de janeiro de 1946 — Londres, 23 de março de 2013) foi um matemático, empresário, político e um dos chamados oligarcas russos, que se beneficiaram da liberalização econômica pós-soviética, tornando-se imensamente ricos e influentes, sobretudo quando passaram a  integrar o círculo de poder em torno de Boris Yeltsin. Berezovsky era ferrenho crítico do presidente da Rússia, Vladimir Putin.

## Biografia
Boris Berezovsky era filho único de uma família judaica de Moscou. Seu pai era construtor de fábricas e a mãe, enfermeira pediátrica.
Recebeu seu Ph.D. em matemática em 1983. Fez pesquisas sobre a Teoria da Otimização e Controle, publicando 16 livros e artigos entre 1975 e 1989. Tornou-se membro associado da Academia Russa de Ciências, em 1991, e foi responsável por um laboratório no Instituto de Ciências e Controle.
Começou seus negócios sob a perestroika, em 1986, participando de uma joint-venture entre o Instituto de Ciências e Controle da Academia de Ciências, a AutoVAZ, empresa estatal fabricante de automóveis Lada, e a empresa italiana Logosystems. Inicialmente vendendo e importando softwares, posteriormente, dedicou-se à compra e revenda de carros, principalmente os Lada. Em 1991 já era milionário.
Durante a anarquia vigente no início dos anos 1990 na Rússia, Berezovsky, assim como outros empresários de seu país, também foi alvo de extorsão pela máfia russa. Sobreviveu a várias tentativas de assassinato. Em uma delas, seu motorista foi morto, em 1994.
Entre 1992 e 1999, ao longo dos dois mandatos sucessivos de Boris Yeltsin, Berezovsky ampliou consideravelmente seu poder econômico e influência política. Tornou-se parte do círculo presidencial.
Via-se como um "fazedor de reis", com força para derrubar antigos funcionários de postos-chave e eleger outros, de sua confiança. Assim conseguia controlar indiretamente a administração da empresa russa de aviões Aeroflot e da ORT, a maior rede estatal de televisão. Era dono da companhia de petróleo Sibneft, de grande parte da indústria de alumínio, além de jornais, cujo apoio foi fundamental para a reeleição de Yeltsin, em 1996.
Participou também ativamente na candidatura de Vladimir Putin, sucessor de Yeltsin, eleito em 2000. Porém, pouco depois tornaram-se inimigos políticos - aparentemente desde a crítica pública de Berezovsky, pela lenta resposta de Putin sobre o fatal naufrágio do submarino nuclear Kursk. Na mesma campanha eleitoral, Berezovsky também ganhou uma cadeira na Duma, a câmara baixa do parlamento da Federação Russa.
Seis meses após as eleições, renunciou ao seu mandato na Duma e fugiu da Rússia. Seu parceiro de negócios Nikolai Gluchkov havia sido preso e ele próprio fora acusado de cumplicidade em fraude fiscal de aproximadamente 2 000 milhões de dólares contra a região russa de Samara, entre 1994 e 1995, e de lavagem de dinheiro. Passou pela França e, posteriormente, alegando sofrer perseguição política pelo regime de Vladimir Putin, obteve asilo no Reino Unido, protegendo-se da extradição.
Exilado, Berezovsky viveu seus últimos anos sob o nome de Platon Elenine, dividindo seu tempo entre a casa de trinta milhões de dólares no sul da França e o escritório em Londres. Estima-se que a fortuna de Berezovski seja de aproximadamente dez bilhões de dólares.

## Morte
Em 23 de março de 2013, Berezovsky foi encontrado morto em seu apartamento em Londres. Foi constatado após a autópsia, morte por enforcamento.

## Conexões políticas
Uma vez apelidado o “Cardeal Cinzento” do Kremlin, Berezovski tornou-se próximo a Yeltsin e agiu como coordenador do grupo de conselheiros do ex-presidente.  Em 1996, aliou-se a outros poderosos banqueiros para formar o “Big Seven”, o grupo de oligarcas que apoiavam a campanha de Boris Yeltsin. Até a crise financeira russa de 1998, constituíam esse grupo, além de Berezovsky, Mikhail Friedman, Vladimir Gusinksy, Mikhail Khodorkovsky, Vladimir Potanin, Alexander Smolensky e Vladimir Vinogradov.

## Atuação recente
Mesmo estando no exílio, Berezovsky montou o Partido Liberal Russo, como uma base anti-Putin. Recentemente ele lançou advertências em jornais como The New York Times, The Wall Street Journal e The Washington Post, aconselhando os Estados Unidos a não confiar em Putin. Também manifestou seu interesse em concorrer a uma cadeira na Duma, mas não anunciou sua candidatura oficialmente.
Em novembro de 2006, Berezovsky acusou Putin de ordenar o envenenamento do dissidente Alexander Litvinenko, ex-membro do FSB (Federalnaya Sluzhba Bezopasnosti), o serviço secreto russo, que também vivia exilado no Reino Unido e era muito próximo a Berezovsky. Este afirmou não ter dúvidas de que autoridades russas estariam por trás do crime.
Nos últimos anos, especulava-se que Berezovsky fosse o provável controlador da MSI, empresa com base na Inglaterra e representada no Brasil pelo iraniano Kia Joorabchian. Em 2004, a MSI firmou uma parceria com o Sport Club Corinthians Paulista. Em 12 de julho de 2007 o Ministério Público do Brasil pediu a prisão de Berezovsky, através da Interpol, para investigação de suas conexões com a MSI.